# Eliane Ekra
Eliane Ekra serviu como ministra no Ministério da Saúde e Controle da AIDS na República da Costa do Marfim de 2013 a 2018.
Ekra faz parte do Conselho de Administração da Fundação MTN. Ela foi premiada com o Prémio Harambee Espanha 2014 para a Promoção e Igualdade das Mulheres Africanas.